# Cystodytes violatinctus
Cystodytes violatinctus är en sjöpungsart som beskrevs av Monniot 1988. Cystodytes violatinctus ingår i släktet Cystodytes och familjen Polycitoridae. Inga underarter finns listade i Catalogue of Life.